# Othinosmia globicola
Othinosmia globicola är en biart som först beskrevs av Hermann Stadelmann 1892.
Othinosmia globicola ingår i släktet Othinosmia och familjen buksamlarbin. Inga underarter finns listade i Catalogue of Life.